# Kitty Kielland
Kitty Lange Kielland (Stavanger, 8 oktober 1843 - Kristiania, 1 oktober 1914) was een Noors kunstschilderes. Ze werd vooral bekend door haar realistische landschappen.

## Leven en werk
Kitty Kielland werd geboren in een welvarende koopmansfamilie en een kunstminnend milieu. Ze was de oudere zus van schrijver Alexander Kielland en dus tante van diens dochter Beate Kielland, vrouw van schrijver Vilhelm Krag. In haar jeugd volgde ze teken- en schilderlessen maar ze kreeg - als vrouw - geen toestemming om een serieuze artistieke opleiding te volgen. Pas op haar dertigste, na een erfenis, werd dit mogelijk. Ze ging naar Karlsruhe en trad daar in de leer bij Hans Fredrik Gude, die haar opleidde in de realistische landschapsschilderkunst. In 1875 ging ze naar München, waar ze aansloot bij een kleine kolonie Noorse kunstschilders en waar haar landgenoot Eilif Peterssen tussen 1875 en 1878 als haar leermeester optrad.
In 1876 keerde Kielland terug naar Noorwegen en vestigde zich in Jæren, waar ze typisch Noorse, verlaten landschappen schilderde, vaak in een sombere sfeer. In 1879 verhuisde ze naar Parijs, samen met een aantal andere Noorse kunstenaars. Daar werd ze geïnspireerd door landschapsschilder Léon Germain Pelouse en kregen haar werken meer lichtheid en een meer romantische stijl. Kielland reisde en werkte regelmatig met de Noorse schilderes Harriet Backer, naar Concarneau in Bretagne (1881) en naar Jæren. De twee woonden tussen 1881 en 1889 samen in Parijs. In 1889 keerde ze definitief terug naar haar vaderland, waar haar late werk sterk beïnvloed zou worden door J.F. Willumsen.
Kielland exposeerde regelmatig op de Parijse salon tussen 1879 en 1889 met Bretonse en Noorse landschappen. Haar schilderij Na de regen won een zilveren medaille op de Wereldtentoonstelling van 1889.
Na de eeuwwisseling zou ze allengs steeds minder gaan schilderen. Na jarenlang aan dementie te hebben geleden overleed ze in 1914, 70 jaar oud. Kielland stond bekend als een voorvechtster van vrouwenrechten, meer in het bijzonder ook in de kunst.
Diverse van haar werken zijn te zien in het Nationaal Museum te Oslo en het Stavanger Museum.

## Galerij

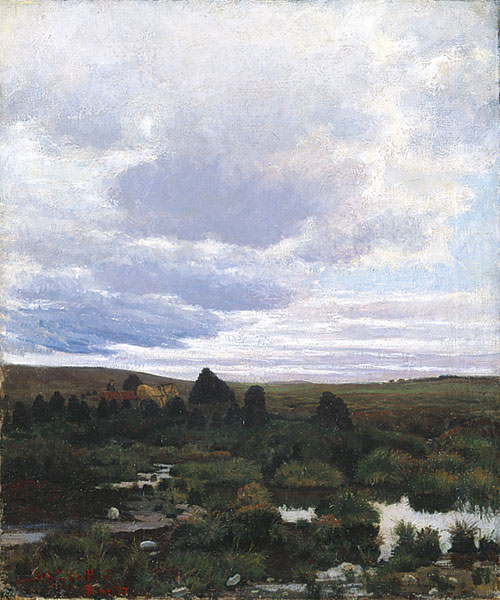
Jæren, 1882
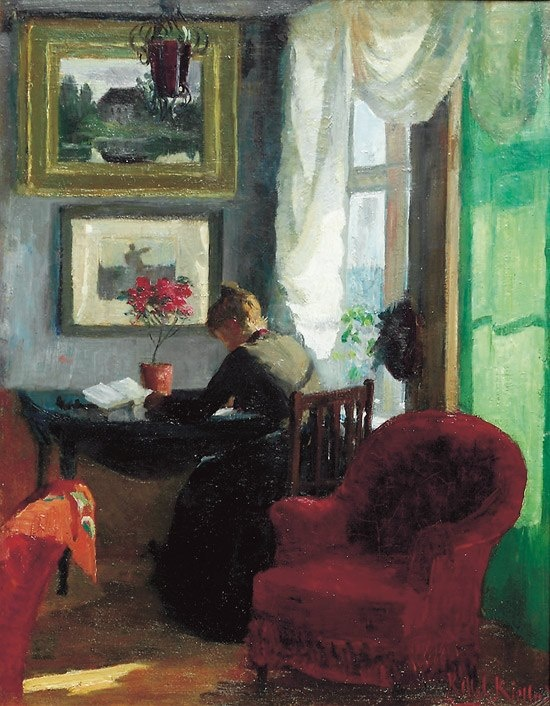
Interior, 1883
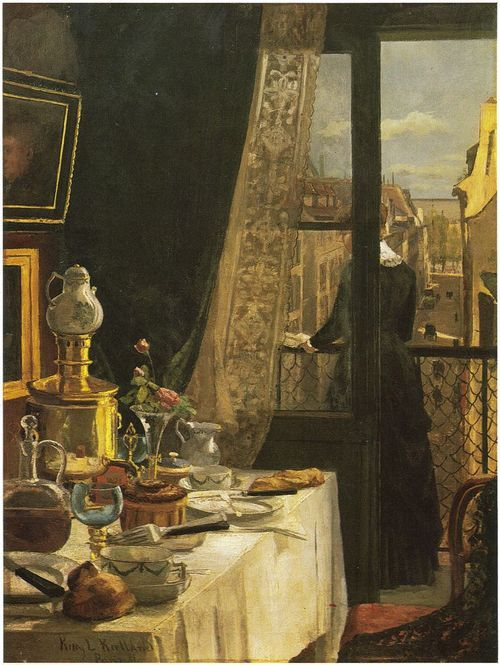
Paris interior, 1883
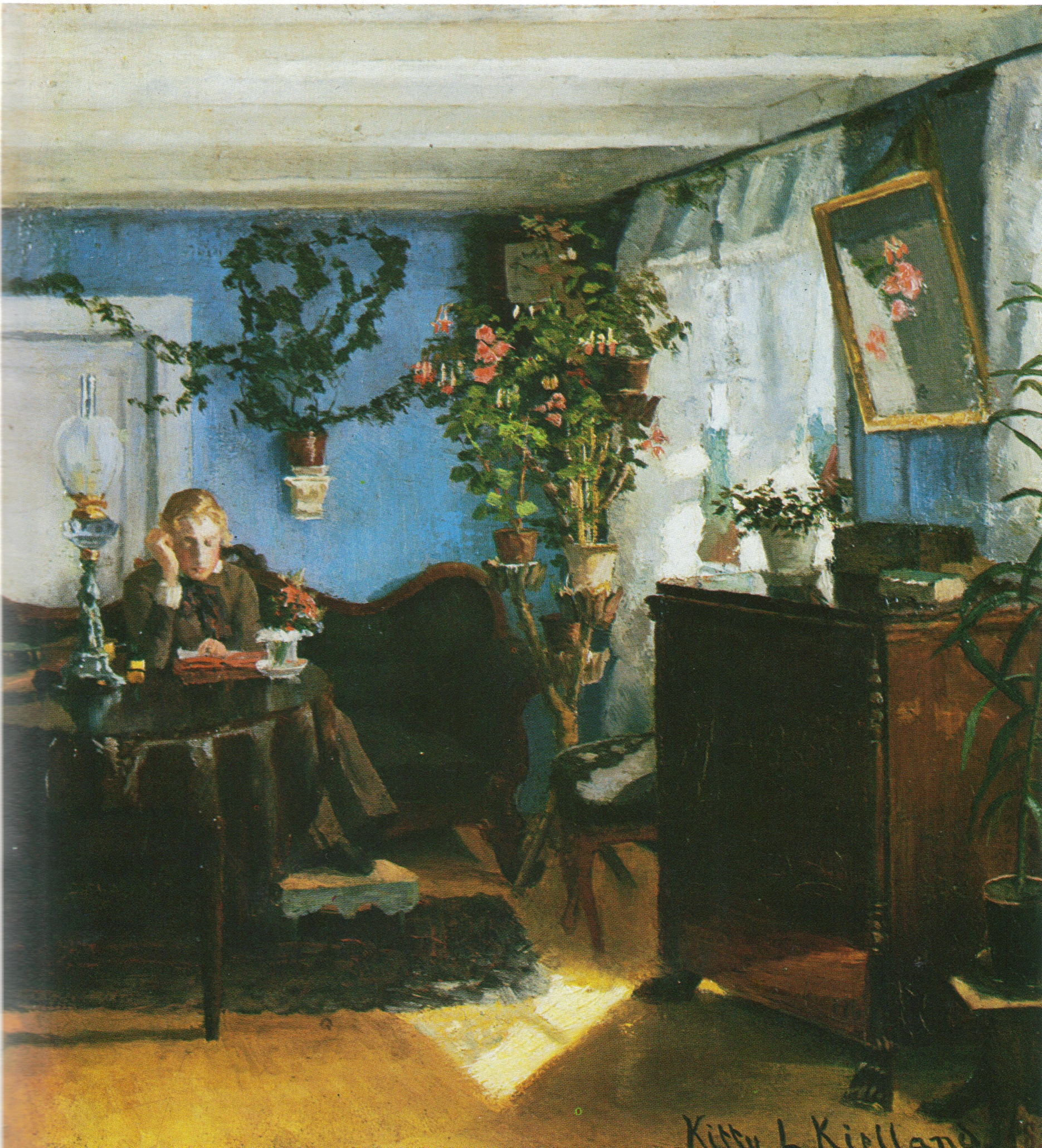
Blått interiør, 1883
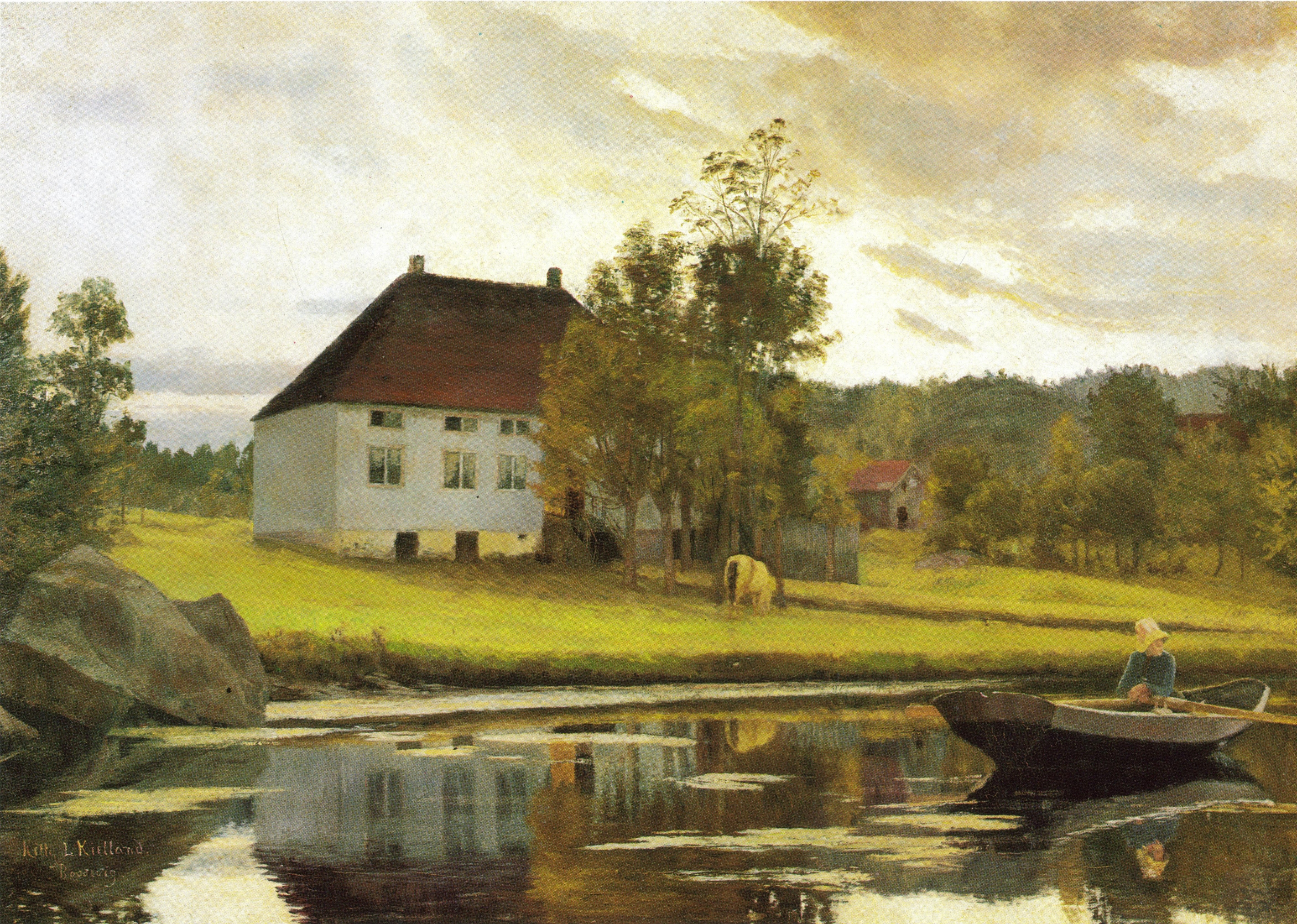
Efter solnedgang, 1885
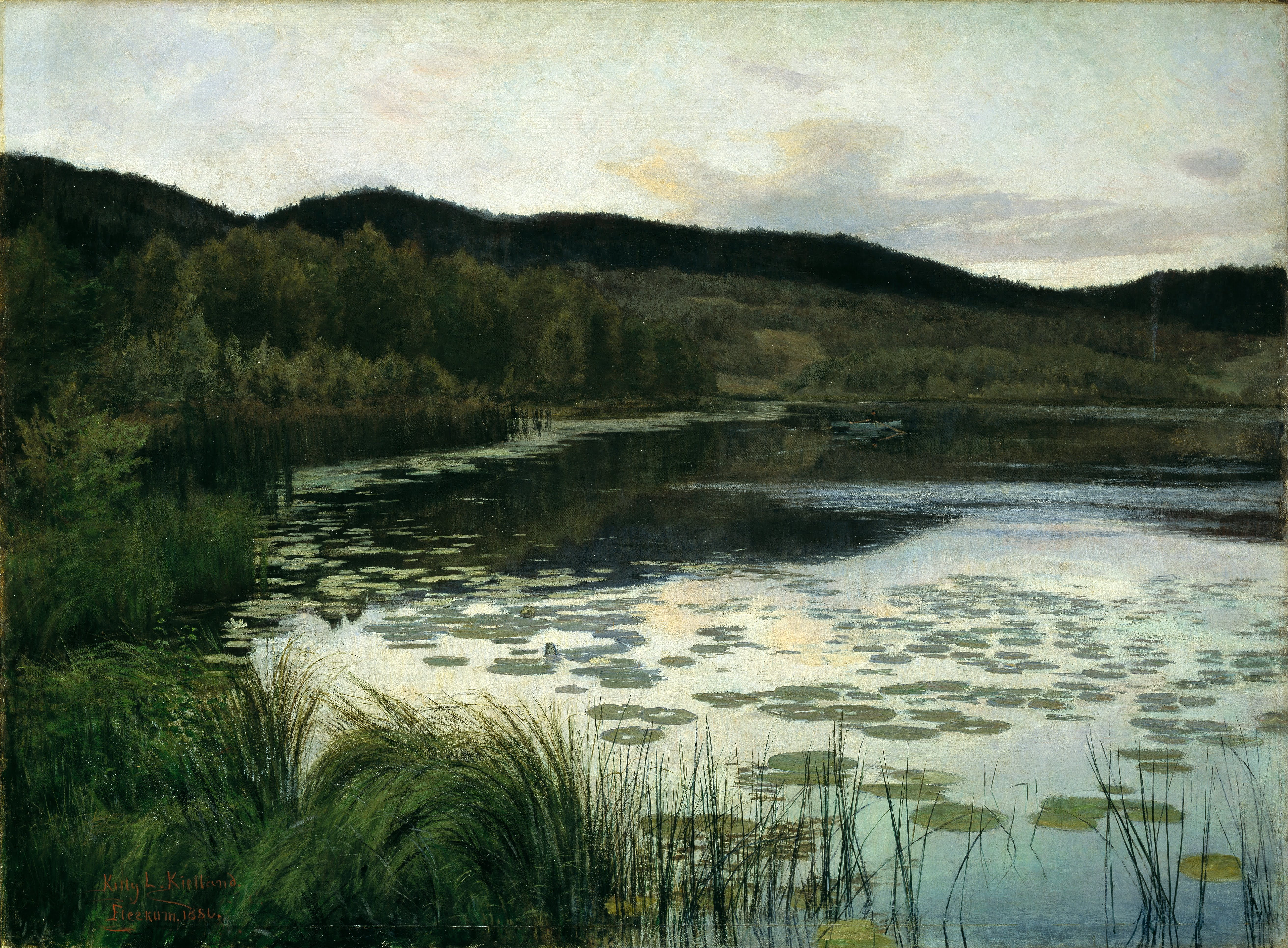
Sommernatt, 1886
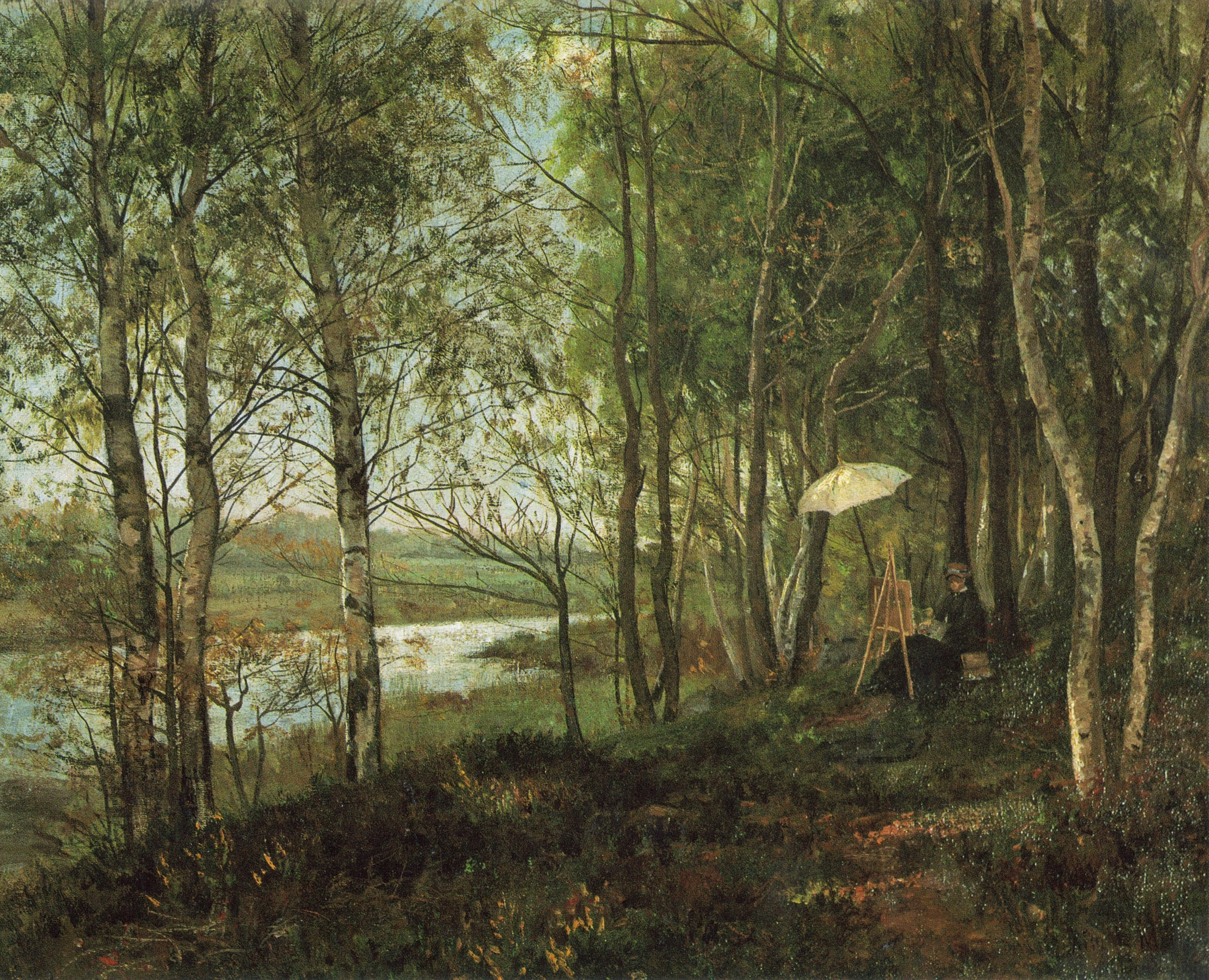
Landskap fra Cernay-la-Ville, 1887
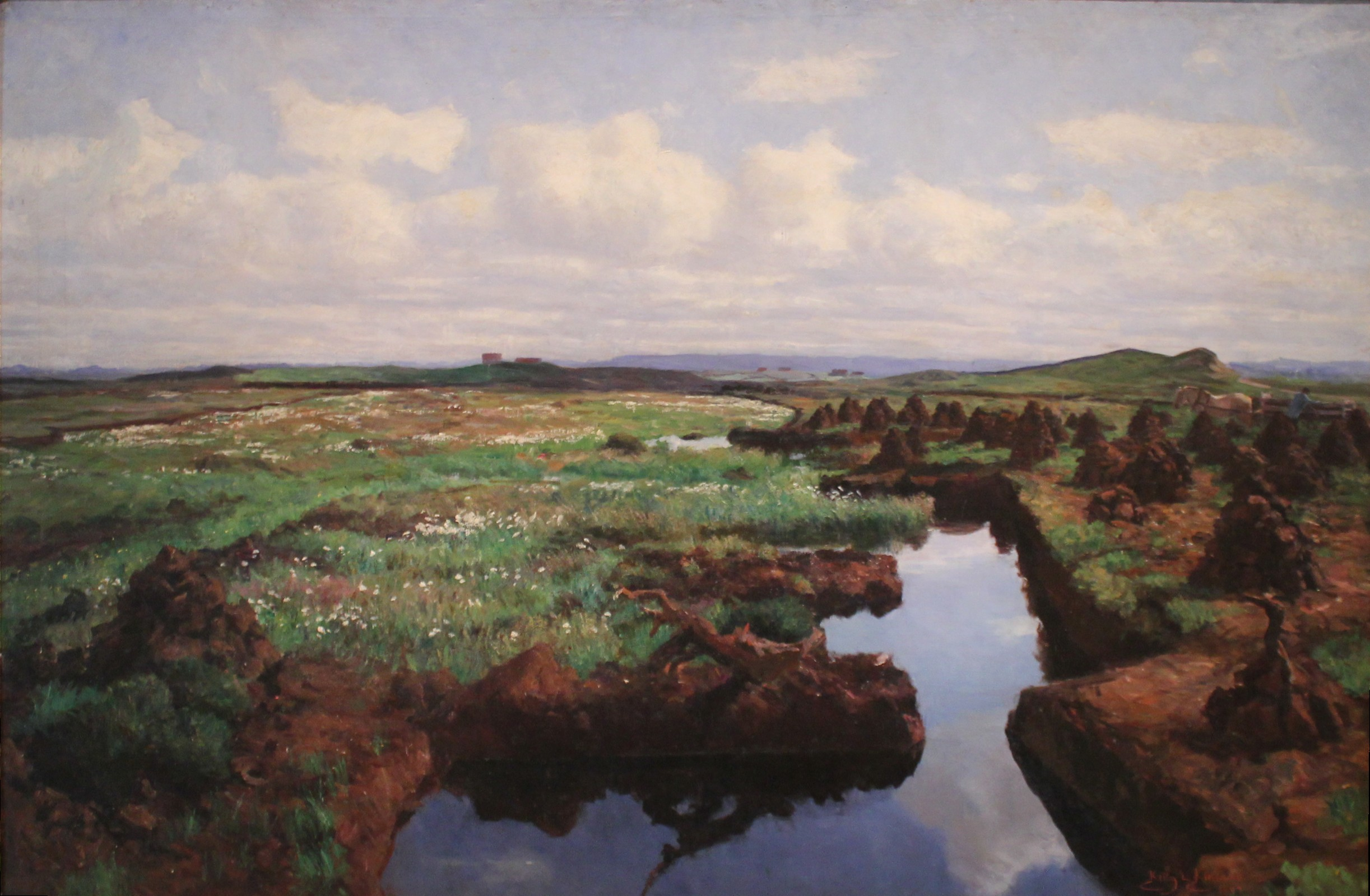
Tourbière à Jæren, 1897